# سانتو آنتائو
سانتو آنتیاو، کیپ ورد (به لاتین: Santo Antão, Cape Verde) یک جزیره در کیپ ورد است که در اقیانوس اطلس واقع شده‌است.

## خصوصیات
سانتو آنتیاو ۴۴٬۱۰۴ نفر جمعیت دارد و ۱٬۹۷۹ متر بالاتر از سطح دریا واقع شده‌است.